# Cầu St.-Emmeram
St.-Emmeram-Brücke là một cầu giàn tại München. Nó bắc ngang qua sông Isar phía bắc của đập nước Oberföhringer và nối cái đảo, nằm giữa sông Isar và kinh đào Mittlere-Isar, với Hirschau, phần phía Bắc của Vườn Anh.

## Vị trí
Cầu nằm tại khu St. Emmeram (Oberföhring) và được đặt tên theo ông thánh  Emmeram (Emmeram von Regensburg), mà có một thời gian được chôn tại Aschheim, xác ông khi được mang về Regensburg thì đã được đưa lên tàu đậu gần đây. Chỗ này cũng được cho là một trong những chỗ có thể là nơi của cầu muối cũ, mà công tước Heinrich der Löwe vào năm 1158 đã cho hủy phá. Cầu này cũng nằm trên tuyến đường đi xe đạp dọc theo sông Isar.

## Lịch sử
Cầu được xây vào năm 1978 để nối vườn Anh với St. Emmeram cho xe đạp và người đi bộ, có phong cách một cây cầu gỗ thời Trung cổ để nhớ lại cầu thuế lịch sử. Đảo này (gọi là đảo Isar tại Oberföhring) được thiết kế làm nơi yên dưỡng với sự cân nhắc đến môi trường sinh thái.
Tuy nhiên vào đêm 2 sang 3 tây tháng 9 năm 2002 cầu dài 96 m và rộng 4 m bị cố ý đốt cháy hoàn toàn chỉ còn lại cột bằng bê tông. Cầu mới được xây lại  và được khánh thành vào ngày 13 tháng 5 năm 2005 là một cầu giàn bằng gỗ và thép, với mái che cả chiều dài. 

## Sách báo
- Karin Bernst: Heutige Isarbrücken im Münchner Norden. In: Verein für Stadtteilkultur im Münchner Nordosten e.V. (Hrsg.): Die Brücke bei Sankt Emmeram. Mit Beiträgen von Karin Bernst, Karl Höferle, Roland Krack. Zur Einweihung der neuen Fußgängerbrücke über die Isar bei St. Emmeram am 13.Mai 2005. Verlag NordOstKultur, München 2005, S. 17–27.
- Karl Höferle: Die Oberföhringer Brücke - ein Glücksfall für München. In: Verein für Stadtteilkultur im Münchner Nordosten e.V. (Hrsg.): Die Brücke bei Sankt Emmeram. Mit Beiträgen von Karin Bernst, Karl Höferle, Roland Krack. Zur Einweihung der neuen Fußgängerbrücke über die Isar bei St. Emmeram am 13.Mai 2005. Verlag NordOstKultur, München 2005, S. 28–34.
- Christine Rädlinger, Baureferat der Landeshauptstadt München (Hrsg.): Geschichte der Münchner Brücken. Franz Schiermeier Verlag, München 2008, ISBN 978-3-9811425-2-5 (Brücken bauen von der Stadtgründung bis heute).